# Pinehouse Lake Airport
Pinehouse Lake Airport är en flygplats i Kanada.   Den ligger i provinsen Saskatchewan, i den centrala delen av landet, 2 400 km väster om huvudstaden Ottawa. Pinehouse Lake Airport ligger 386 meter över havet. Den ligger vid sjön Pinehouse Lake.
Terrängen runt Pinehouse Lake Airport är mycket platt. Trakten runt Pinehouse Lake Airport är nära nog obefolkad, med mindre än två invånare per kvadratkilometer.. Närmaste större samhälle är Pinehouse, 1,00 km sydost om Pinehouse Lake Airport. 